# Marco Brenner
Pour les articles homonymes, voir Brenner.
Marco Brenner, né le 27 août 2002, est un coureur cycliste allemand, professionnel au sein des équipes DSM puis Tudor.

## Biographie

### Début de carrière
Marco Brenner commence le cyclisme à six ans. C'est son père, un ancien coureur, qui lui fait découvrir ce sport. Il court principalement en Italie, d'où est originaire sa mère. En deux ans chez les cadets (moins de 17 ans), il remporte plus de 40 courses, dont toutes les courses par étapes où il est inscrit en deuxième année.
Considéré comme un grand talent du cyclisme allemand, il confirme chez les juniors (moins de 19 ans). Il remporte de nombreuses victoires sur route, dont le Tour du Pays de Vaud, le Tour de Haute-Autriche juniors et le Grand Prix Général Patton. En 2019 et 2020, il est quadruple champion d'Allemagne sur route juniors (course en ligne et contre-la-montre individuel) et s'impose notamment avec près de six minutes d'avance sur la course en ligne 2020. Aux championnats du monde sur route en 2019, il remporte la médaille de bronze du contre-la-montre individuel à 17 ans. En 2019 et 2020, il remporte le classement général de la Coupe d'Allemagne juniors avec l'équipe Auto Eder Bayern, qui sert d'équipe junior pour la WordTeam Bora-Hansgrohe. En plus des courses sur route, il participe à diverses courses de cyclo-cross avec l'équipe Beacon U19. Après deux deuxièmes places les années précédentes, il devient en 2020 champion d'Allemagne de cyclo-cross juniors. Aux mondiaux de cyclo-cross de la même année, il termine sixième de la course junior.

### Carrière professionnelle
Malgré ses liens étroits avec l'équipe World Tour Bora-Hansgrohe via la formation Auto Eder Bayern, il signe en juin 2020 un contrat de quatre ans avec l'autre UCI WorldTeam allemande DSM à partir de la saison 2021. À 17 ans, cela fait de lui le plus jeune coureur à avoir signé un contrat UCI World Tour. En 2021, pour sa première saison, il est notamment 24e de la Flèche wallonne.

## Palmarès

### Palmarès sur route
- 2018
  - Coppa d'Oro
- 2019
  -  Champion d'Allemagne sur route juniors
  -  Champion d'Allemagne du contre-la-montre juniors
  - Tour du Pays de Vaud : 
    - Classement général
    - Prologue, 1re et 2e étapes

  - Tour de Haute-Autriche juniors :
    - Classement général
    - 3e étape

  - Grand Prix Général Patton
  - 1re, 2e B (contre-la-montre) et 3e étapes du Giro della Lunigiana
  - 2e du LVM Saarland Trofeo
  - 3e du Trofeo Emilio Paganessi
  -  Médaillé de bronze au championnat du monde du contre-la-montre juniors
- 2020
  -  Champion d'Allemagne sur route juniors
  -  Champion d'Allemagne du contre-la-montre juniors
  - 2e étape B du Grand Prix Rüebliland (contre-la-montre)
  -  Médaillé d'argent du championnat d'Europe du contre-la-montre juniors
  - 4e du championnat d'Europe sur route juniors
- 2024
  -  Champion d'Allemagne sur route
  - 1re étape de la Semaine internationale Coppi et Bartali
- 2025
  - 2e de l'Ardèche Classic

### Résultats sur les grands tours

#### Tour d'Italie
1 participation
- 2025 : abandon (19e étape)

#### Tour d'Espagne
1 participation
- 2022 : 74e

### Classements mondiaux
| Année                                 | 2021  | 2022 | 2023 | 2024 |
| ------------------------------------- | ----- | ---- | ---- | ---- |
| Classement mondial                    | 1579e | 781e | 866e | 205e |
| UCI Europe Tour                       | 1110e | 590e | nc   | nc   |
|                                       |       |      |      |      |
| Légende : nc = non classéSource : UCI |       |      |      |      |

### Palmarès en cyclo-cross
- 2018-2019
  - 2e du championnat d'Allemagne de cyclo-cross juniors
- 2019-2020
  -  Champion d'Allemagne de cyclo-cross juniors
  - 6e du championnat du monde de cyclo-cross juniors

## Distinctions
- Cycliste junior allemand de l'année : 2020